# یواس‌اس دیکتیتور (۱۸۶۳)
یواس‌اس دیکتیتور (۱۸۶۳) (به انگلیسی: USS Dictator (1863)) یک کشتی بود که طول آن ۳۱۲ فوت (۹۵ متر) بود. این کشتی در سال ۱۸۶۳ ساخته شد.